# Tarek Assam
Tarek Assam (* 6. Mai 1962 in Penzberg) ist ein deutsch-ägyptischer Ballettdirektor und Choreograf. Seit 2022 ist er Ballettdirektor und Chefchoreograf von TANZ HARZ am Nordharzer Städtebundtheater Halberstadt / Quedlinburg. Zuvor war er von 2002 bis 2022 Ballettdirektor am Stadttheater Gießen. Er ist Künstlerischer Leiter des TanzArt ostwest Festivals sowie kuratierender Leiter auf europäischer Ebene des Greater Bay Music & Dance Festival in Shenzhen / China. Seit 2017 ist er Sprecher der Bundesdeutschen Ballett- und Tanztheaterdirektoren Konferenz BBTK.

## Leben und Ausbildung
Tarek Assam wurde in Penzberg/Oberbayern geboren. Als Diplomatensohn bewegte er sich schon als Kind auf internationalem Boden. Nach seinem Abitur in Bonn studierte er an der dortigen Universität zunächst Philosophie, Soziologie und Pädagogik, wechselte aber nach einigen Semestern an die Hochschule für Musik und Tanz Köln, an der er sein Studium mit einem Diplom in Bühnentanz abschloss.

## Künstlerische Stationen
Als Tänzer war Tarek Assam unter anderem an der Deutschen Oper am Rhein Düsseldorf, am Hessischen Staatstheater Wiesbaden und am Stadttheater Pforzheim engagiert. An letzterem wurde er 1990 auch als Assistent und Trainingsleiter angestellt und präsentierte dort ab 1991 erste choreografische Arbeiten. Nach erfolgreicher Teilnahme an verschiedenen choreografischen Wettbewerben erhielt er 1993 ein Engagement als Choreograph am Nationaltheater El Salvador.
1995 übernahm er die Leitung der Internationalen Tanzwoche Eisenhüttenstadt und war von 1995 bis 2003 als Choreograf und Ballettdirektor am Nordharzer Städtebundtheater in Halberstadt und Quedlinburg engagiert. Erste überregionale Aufmerksamkeit brachte ihm seine Choreografie eines multimedialen Events anlässlich der Eröffnung des 639 Jahre dauernden Orgel-Kunst-Projektes ORGAN²/ASLSP von John Cage ein, zu der er in den Jahren 2000 und 2001 von der John-Cage-Stiftung beauftragt wurde.
Von 2001 bis 2004 erhielt er Einladungen als Choreograf an die Staatsoper Varna in Bulgarien. 
Von 2002 bis 2022 war Tarek Assam als Ballettdirektor und Chefchoreograf am Stadttheater Gießen engagiert und leitete dort die Tanzcompagnie Gießen.
Er erhielt im Folgenden Lehraufträge an den Universitäten von Guangzhou, Shenzhen und Peking, an der Texas State University, der Università Aldo Moro in Bari sowie wiederholt an der Justus-Liebig-Universität in Gießen. Er initiierte und verantwortet die Integration von (europäischem) Zeitgenössischen Tanz in den Lehrplan der Tanzausbildung an der Shenzhen Art School in China.
Neben den Tätigkeiten als Ballettdirektor und Choreograph war er mehrfach Projektleiter edukativer Projekte, unter anderem des Bildungsprojekts IGS-press yourself, welches über zwei Jahre im Tanzfonds Partner der Kulturstiftung des Bundes gefördert wurde. Mit der Tanzcompagnie Gießen leitete er ein Kooperationsprojekt mit dem Verein für chronisch kranke Kinder KROKI e.V. und der Psychoanalytischen Familienpsychosomatik der Universitätsklinik Gießen.
Regelmäßig wird er für Jurytätigkeiten angefragt, unter anderem beim Solo Tanz Theater Festival in Stuttgart, beim Roma Dance Contest, bei Tanzwettbewerben in Bari, Pescara und Novara, bei Dance Planner Co., Ltd. in Korea sowie bei der Shenzhen Art School in Südchina. Darüber hinaus ist er Jurymitglied im Programm TanzLand / Fond für Gastspielkooperationen der Kulturstiftung des Bundes.
Er ist Präsidiumsmitglied der Bundesdeutschen Ballett- und Tanztheaterdirektoren Konferenz BBTK und wurde im April 2017 zu deren Sprecher gewählt. In dieser Funktion repräsentiert er die BBTK im Rat für Darstellende Kunst und Tanz im Deutschen Kulturrat und beim Deutschen Bühnenverein.
Aufgrund einer künstlerischen Neuausrichtung wechselte er 2022 in gleicher Funktion zurück an das Nordharzer Städtebundtheater Halberstadt/Quedlinburg, als Künstlerischer Leiter von TANZ HARZ. 

### Arbeit als Ballettdirektor und Choreograf
Tarek Assam zeichnet verantwortlich für eine Vielzahl an Neuschöpfungen zeitgenössischer Tanzabende, die bei der Auseinandersetzung mit gesellschaftlichen oder politischen Themen oft auf antike oder klassische Motive zurückgreifen und immer wieder die Grenzen von Narration und Komposition erweitern. Künstlerischen Austausch und gemeinsame Projekte betreibt er mit verschiedenen internationalen Ballett- und Tanzcompagnien. So gastierte die Tanzcompagnie Gießen unter anderem in Polen, Belgien, Tschechien, Italien, den USA und der Volksrepublik China. Auf internationalen Tanz- und Ballettgalas ist die Tanzcompagnie Gießen vielfach ein gern gesehener Gast.
Unter seiner Leitung arbeitete seine Compagnie bisher mit renommierten Gastchoreografen wie Rui Horta, Jacek Przybyłowicz, Pascal Touzeau, Phillip Taylor, Jörg Mannes, Daniel Goldin, Henrietta Horn, Dominique Dumais oder James Wilton und vielen anderen zusammen. Unterschiedliche Künstler aus den Bereichen Design/Bühnen- und Kostümbild ergänz(t)en ihr kreatives Potential, unter vielen anderen zum Beispiel Ana Baer, Fred Pommerehn, Gabriele Kortmann, Lukas Noll, Colin Walker, Imme Kachel oder Bernhard Niechotz. Komponisten wie beispielsweise Markus Stockhausen, 48nord, John Psathas, Moritz Eggert, Lines and Rhythm, Nik Bärtsch oder Robert Luczak arbeite(te)n mit der Tanzcompagnie Gießen ebenfalls zusammen.

### TanzArt ostwest
Bereits 1997, noch während seiner Zeit am Nordharzer Städtebundtheater, konzipierte Tarek Assam, gemeinsam mit der Theaterwissenschaftlerin Mechtild Hobl-Friedrich, das Tanzart ostwest Festival, das inzwischen über ein Netzwerk von rund einhundert internationalen Compagnien, Kollektiven und Solokünstlern verfügt und auf dem Modell des Gastspielaustausches basiert. Unter seiner Leitung fand das Festival zunächst in Halberstadt, Quedlinburg, Magdeburg und Herford statt, bevor er es 2002 nach Gießen brachte. Rund um die Pfingsttage gastierten dort zuletzt rund 30 internationale Compagnien, welche – ergänzt durch Site Specific Performances, Ausstellungen und Workshops – die Vielfalt im Zeitgenössischen Tanz  präsentierten. Seit 2015 ist Assam Gründungsmitglied und Vorsitzender des TanzArt ostwest e.V. Langjährige Partner, die auch selbst Veranstaltungen im Rahmen des Festivals durchführen, sind das Ballett am Theater Koblenz oder die Compagnie Irene K. aus Eupen/Belgien. Seit 2018 kooperiert das Festival mit dem Greater Bay Music & Dance Festival in Shenzhen/China, für das Assam zum kuratierenden Leiter auf europäischer Ebene ernannt wurde.

## Preise
- 2004 Kulturpreis der Stadt Varna/Bulgarien für die Choreographie The Wall.
- 2013 Internationaler Freundschaftspreis des 3. China Xinjiang International Dance Festivals in Urumqi für die Choreographie Macbeth.
- 2019 Gießener Theaterpreis denkmal des Vereins Freunde des Theaters in Gießen e.V. für seine Choreographie des Szenischen Konzerts Surrogate Cities von Heiner Goebbels sowie für sein Engagement für das Tanztheater und die regionale wie internationale Vernetzung seiner Compagnie.